# Königsrennratte
Die Königsrennratte (Meriones rex) ist ein auf der westlichen Arabischen Halbinsel verbreitetes Nagetier in der Gattung der Rennratten. Sie bildet laut Wilson & Reeder (2005) zusammen mit der Persischen Rennratte (Meriones persicus) die Untergattung Parameriones. Andere Studien sehen sie in näherer Verwandtschaft zur Sundevall-Rennratte (Meriones crassus).

## Merkmale
Mit einer Kopf-Rumpf-Länge von 133 bis 172 mm, einer Schwanzlänge von 105 bis 195 mm und mit 31 bis 42 mm langen Hinterfüßen ist die Art eine der größeren Rennratten. Die Ohren sind 15 bis 24 mm lang und Gewichtsangaben fehlen. Kennzeichnend sind nackte Sohlen an den Hinterfüßen, ein gut behaarter Schwanz und eine Quaste aus schwarzen Haaren an der Schwanzspitze, die kürzer als bei der Persischen Rennratte ist. Das raue Fell der Oberseite besitzt ein lehmfarbenes Aussehen und einige eingestreute schwarze Haarspitzen. Unterseits kommt gelbbraunes bis weißliches Fell vor. Markant ist ein weißer Fleck hinter jedem Ohr. Der diploide Chromosomensatz besteht aus 38 Chromosomen (2n=38).

## Verbreitung und Lebensweise
Die Königsrennratte lebt im Südwesten Saudi-Arabiens und im Westen von Jemen. Sie bewohnt Hochebenen und Bergländer zwischen 1350 und 2200 Meter Höhe. Das Habitat variiert zwischen Wüsten, Buschflächen, Savannen und Ackerland.
Die Exemplare sind vorwiegend am Morgen und Abend dämmerungsaktiv. Sie legen komplexe unterirdische Baue an, die sie mit anderen Nagetieren und Echsen teilen. Mit Ausnahme von Blättern des als Strauch vorkommenden Zahnbürstenbaums (Salvadora persica) ist nicht bekannt, was zur Nahrung der Art zählt. Auch zum Fortpflanzungsverhalten fehlen Informationen. Eine Generation lebt ein bis zwei Jahre.

## Gefährdung
Allgemein liegen keine Bedrohungen für den Bestand vor. Gebietsweise wird dieses Nagetier als Pflanzenschädling bekämpft. Die IUCN listet die Königsrennratte als nicht gefährdet (least concern).